# Code civil (Espagne)
Pour les articles homonymes, voir code civil.
Lire en ligne

http://www.boe.es/buscar/act.php?id=BOE-A-1889-4763

Le code civil espagnol est le texte qui définit les bases du droit civil en Espagne. Il fut promulgué en 1889 et, depuis sujet à de nombreux remaniements, reste celui en  vigueur aujourd'hui.
En raison de tensions sociopolitiques, religieuses et territoriales, il fut l'un des codes civils les plus tardifs.

## Compléments